# 川贝母

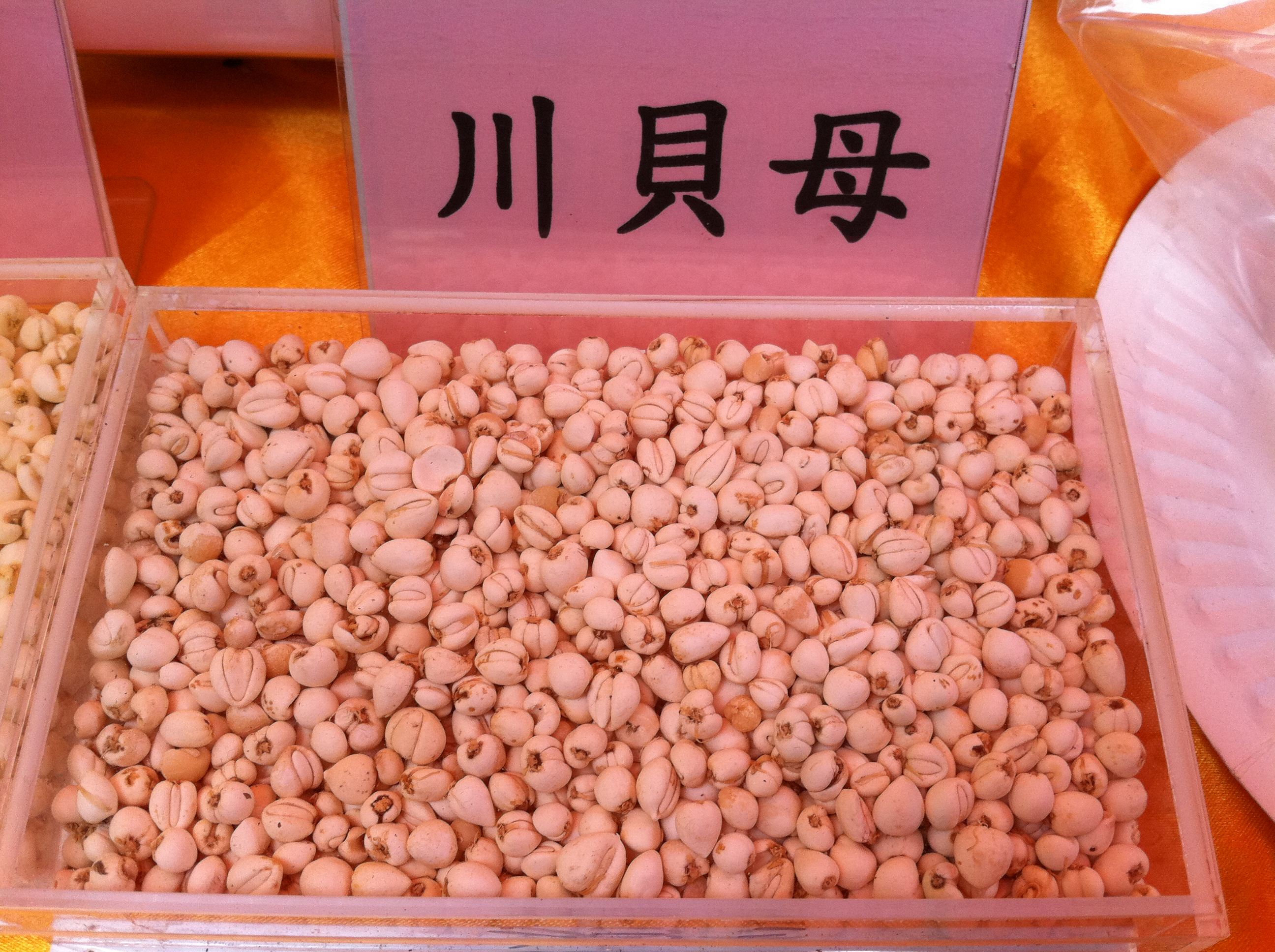
乾燥鱗莖

川贝母（学名：Fritillaria cirrhosa），又稱作貝母、苦花、貝父，为百合科贝母属下的一个种，鱗莖植物，其乾燥鱗莖又稱作川貝。

## 外部連結
- 川貝母 （页面存档备份，存于） 藥用植物圖像數據庫 (香港浸會大學中醫藥學院) （中文）（英文）
- 川貝母 中藥材圖像數據庫  (香港浸會大學中醫藥學院) （中文）（英文）
- 川貝母 （页面存档备份，存于） 中藥方劑圖像數據庫 (香港浸會大學中醫藥學院) （中文）（英文）

## 扩展阅读
- 維基物種上的相關：川贝母